# Samuelssonia verrucosa
Samuelssonia es un género monotípico de fanerógamas perteneciente a la familia Acanthaceae. El género tiene una especie de plantas herbáceas: Samuelssonia verrucosa Urb. & Ekman que es originaria de Haití.

## Taxonomía
TSamuelssonia verrucosa fue descrita por Urb. & Ekman y publicado en Arkiv för Botanik utgivet av K. Svenska Vetenskapsakademien 22(8): 97. 1928.